# Nettancourt
Nettancourt – miejscowość i gmina we Francji, w regionie Grand Est, w departamencie Moza.
Według danych na rok 1990 gminę zamieszkiwało 267 osób, a gęstość zaludnienia wynosiła 23 osób/km² (wśród 2335 gmin Lotaryngii Nettancourt plasuje się na 781. miejscu pod względem liczby ludności, natomiast pod względem powierzchni na miejscu 498.).